# Blatno, Chomutov
Blatno là một làng thuộc huyện Chomutov, vùng Ústecký, Cộng hòa Séc.